# RUF・CTR
CTR（シーティーアール）は、ドイツのRUFオートモービルがポルシェ・911をベースに開発したスポーツカーである。CTRは「グループC・ターボ・ルーフ」の意。
「イエローバード」という通称で知られるが、これはアメリカ合衆国の自動車情報誌であるRoad & Track誌が取材をした際、曇り空と黄色いボディカラーのプロトタイプがあまりに対照的であったことからそう呼んだのがきっかけである。またこの後、この黄色は「ルーフ・イエロー」と呼ばれるようになった。

## 概要
930型ポルシェ・911カレラをベースに車体・シャシー・エンジンが徹底的に改良され、1987年に発表された。
1987年4月12日、Road & Track誌が市販車最速を決める企画で、フェラーリ・288GTO、AMGメルセデスSEC6.0 4V、ランボルギーニ・カウンタック、ポルシェ・959など各メーカー自慢の高性能車が、フォルクスワーゲンのテストコースであるエーラ・レシエンに集められテストされた。その際に、当時フェラーリ・F40が持っていた323km/hの記録を塗り替える339.6km/hを記録し、RUFの名を世界に広く知らしめた。しかもこのとき他の車両がキャリアカーで搬入・搬出されたのに対し、CTRはナンバー付きのままサーキットまで自走して来て、最高速テスト終了後に自走して帰ったという。
さらに翌年、トランスミッションを6速とした後期型がイタリアのナルド・サーキットで最高速度342km/hを記録して記録を更新した。またニュルブルクリンク北コースで何度かラップレコードを出した。
CTRを入手する方法は2種類あった。1つはRUFがポルシェから購入したシャシーで製作したコンプリートカーを購入する方法で，これは223,000ドルにて世界30台限定で販売された。日本にも全部で11台が正規輸入され、5600万円で販売された。もう1つは専用キットを組み込む方法で、こちらも広く行われた。コンプリートカーは車台番号がW09から始まっていることで区別できる。これらの他にプロトタイプが2台ある。

## メカニズム
エンジンはベースの911に搭載されていた空冷水平対向6気筒SOHCのシリンダー幅を拡張し、ボアφ98.0mm×ストローク74.4mmで、排気量を3,367ccに拡大。さらにボッシュ製のインジェクションと、分割式インタークーラーがついたツインターボを組み合わせ、公称スペックは最高出力469PS/5,950rpm、最大トルク57.0kgm（553Nm）/5,100rpmを発生する。ただし、公称値は最悪の条件下での保証値のようで、実際には510PSを超えているという。エアクリーナーは鮮やかな黄色に塗られている。排気系は、加工性は非常に悪いが日常的に安定して使用できることから、当時ポルシェ・962でも使用されていたインコネルで作成された。
トランスミッションは大出力を確実に伝えるため，新たな5速MTを開発し搭載した。さらに後期型は6速MTを搭載している。
ボディパネルはアルミニウムに変更、バンパーはグラスファイバー製に変更、ロールケージが追加されている。ダッシュボードはトリムされたアルカンターラで、ステアリングはセンターパッドにRUF銘入りの専用品。フロントシートはラグジュアリー仕様の場合レカロ製電動、ライトウェイト仕様ではフルバケット。なお、リアシートは撤去されて荷物置き場になっている。
特別な空力パーツを持たないために外観はベース車両とあまり変わりなく見えるが、例えばヘッドライトを少しでも傾斜させるためレンズを薄いものに交換し、ミラーも小型の特製品に交換するなど、細かい変更がなされている。
タイヤはダンロップ製でサイズはフロント215/45VR17、リア255/40VR17。ブレーキシステムはブレンボ製。全般的に、ディーラーが存在しない地域でトラブルがあった場合にも普通の整備工場で一般的なメンテナンスができるよう配慮されている。

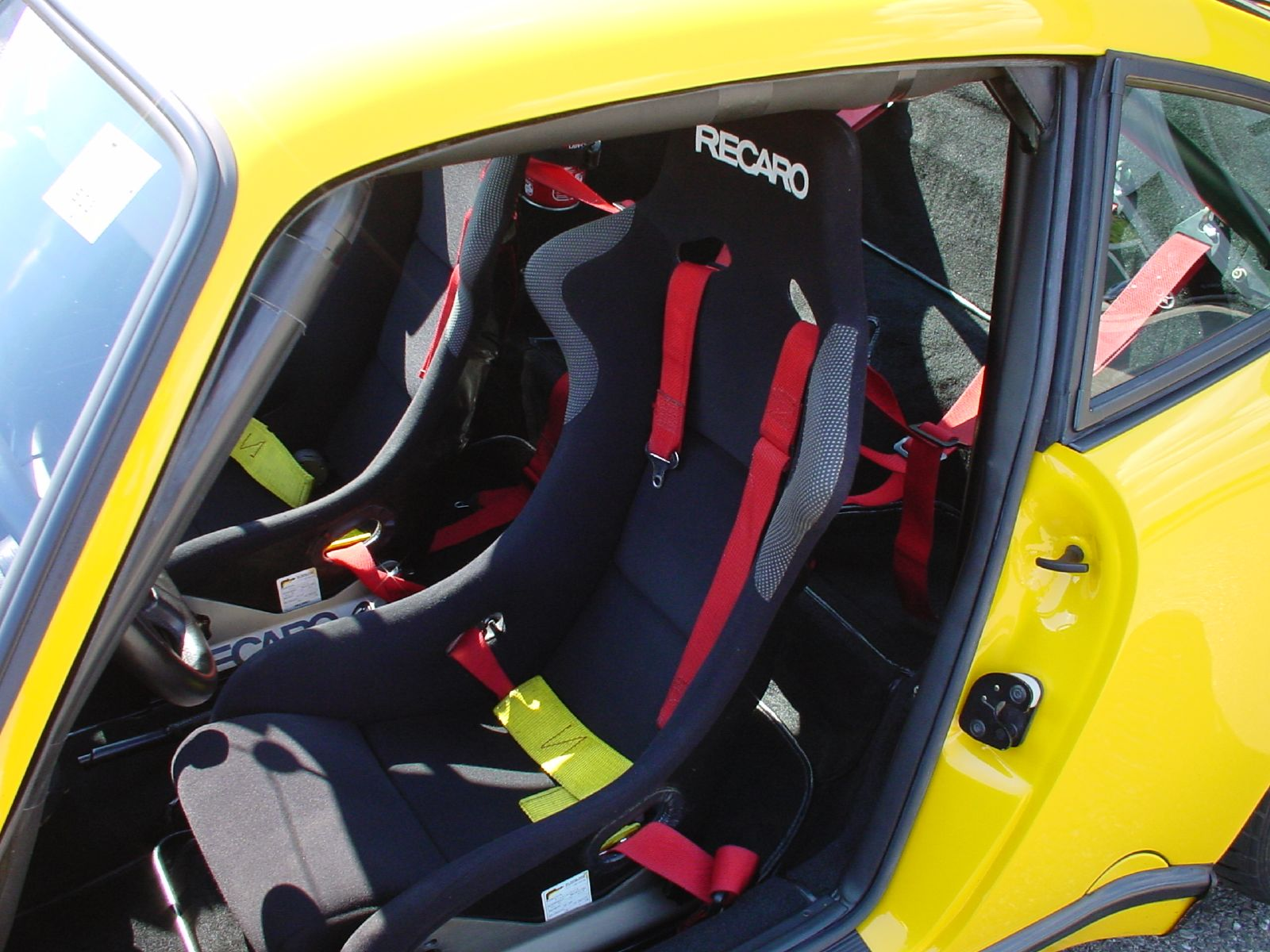
レカロ製シート
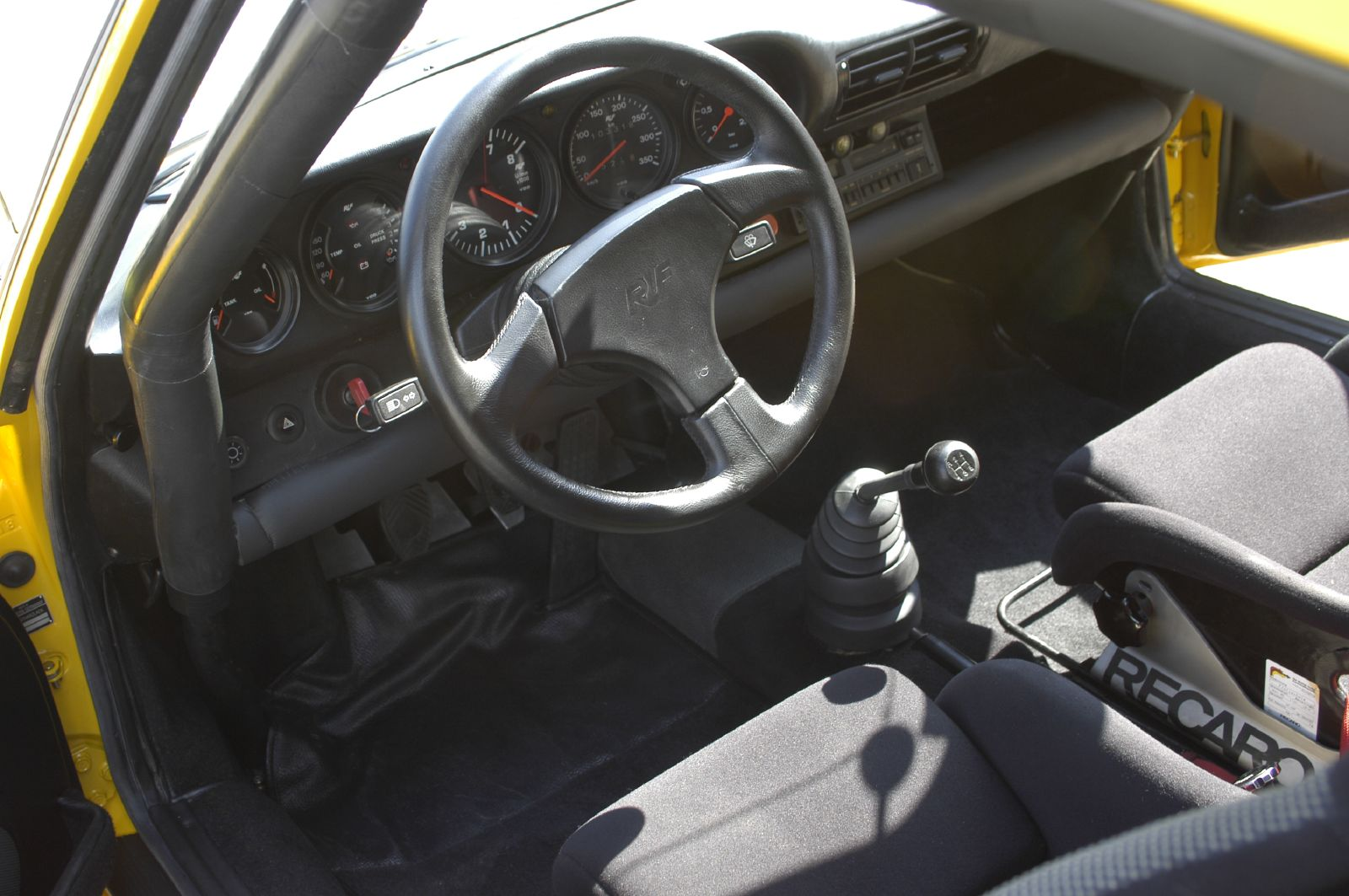
インテリア
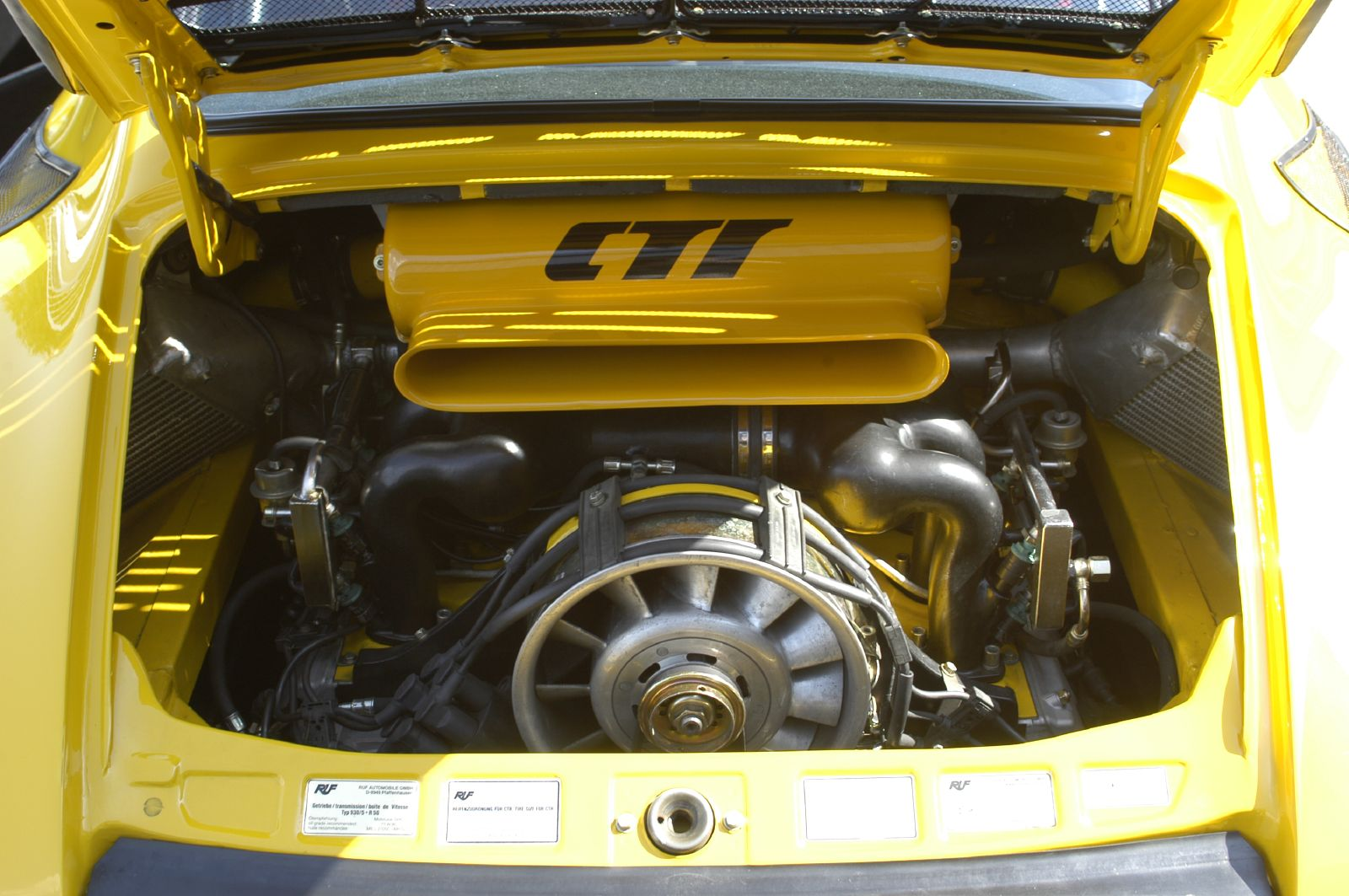
エンジンルーム